# 薩奇海雷市鎮
薩奇海雷市鎮，是格魯吉亞中部伊梅雷蒂大区的市镇，行政中心为薩奇海雷。市镇面積为973平方公里，2014年人口数量为37,775人，人口密度每平方公里39人。

## 图集

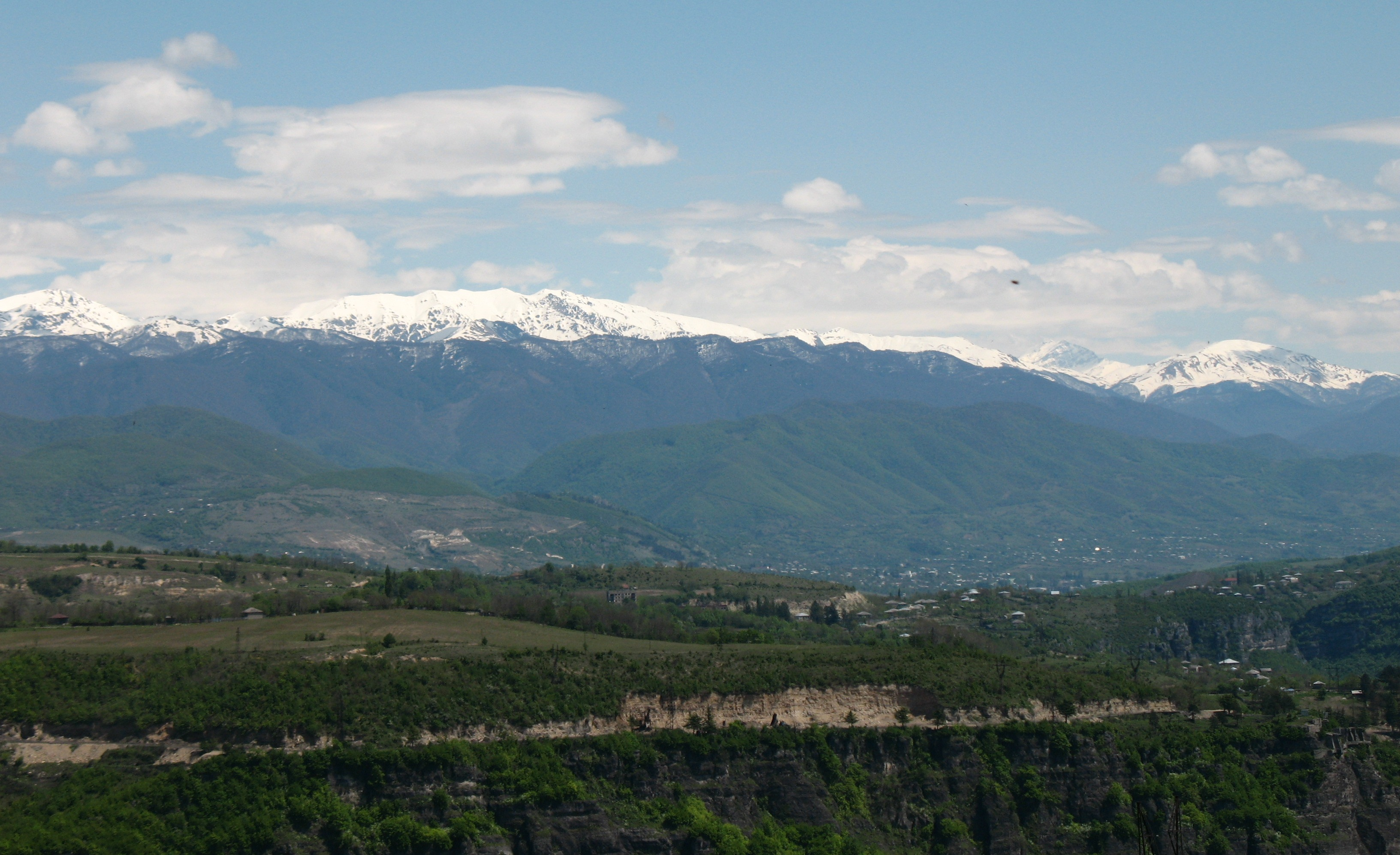
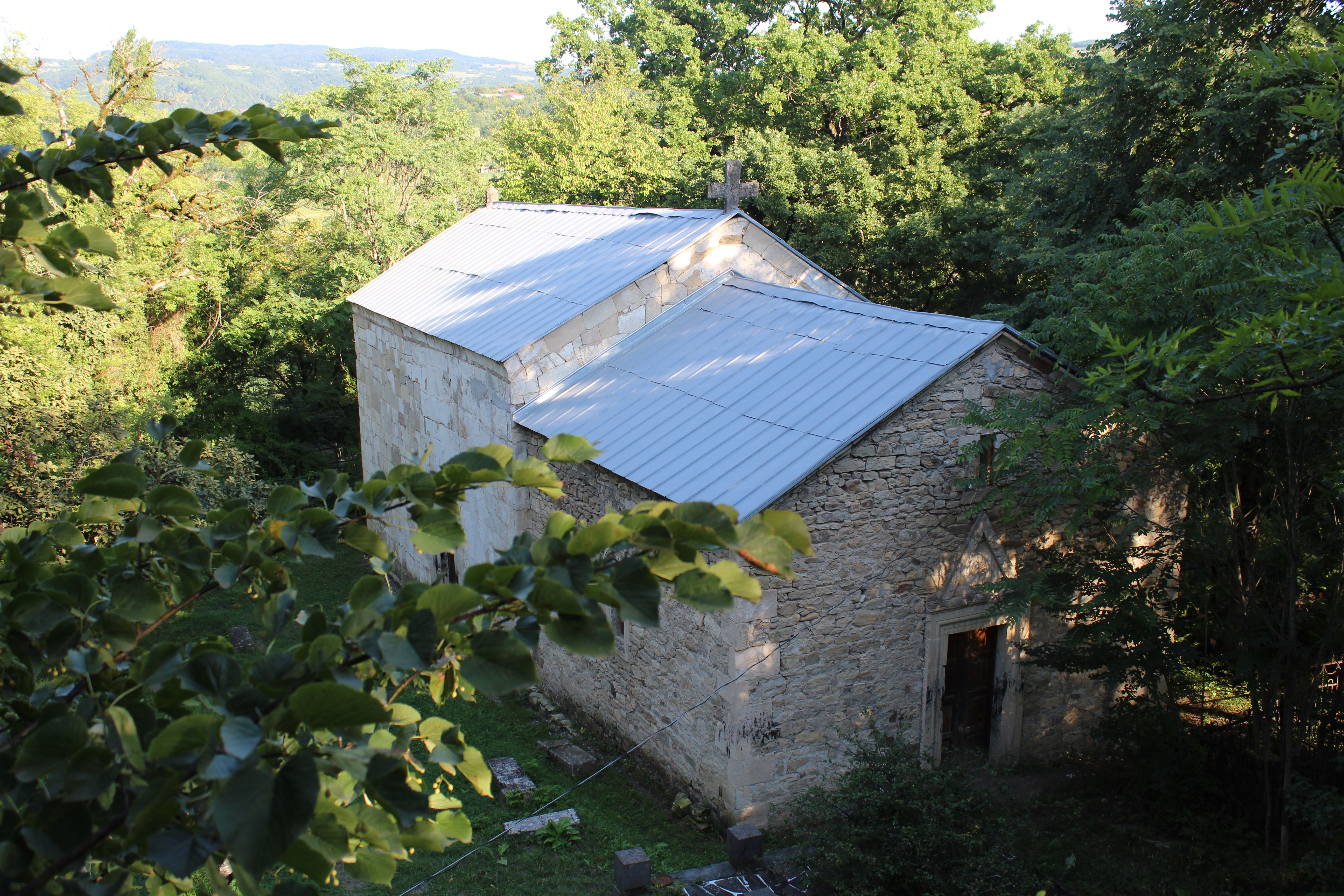
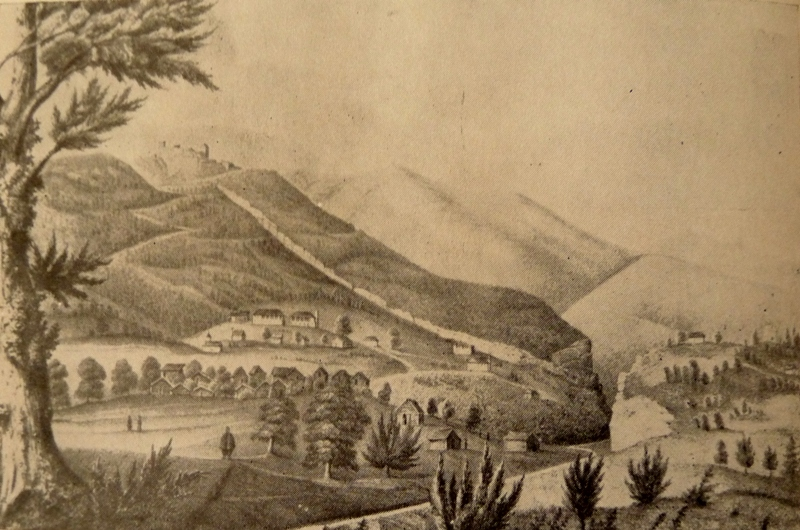